# NGC 1647
NGC 1647是在金牛座的一個疏散星團，它擁有大約90顆恆星，與我們的距離為550秒差距。當使用雙筒望遠鏡觀察畢宿五時，就能看見它。它是由威廉·赫歇爾於1784年發現的。它位於金牛座暗星雲複合體的後面，兩者相距大約160秒差距。估計這個星團的年齡為1.5億年，最亮的恆星光譜型B7的主序星。

## 外部連結
- 维基共享资源上的相關多媒體資源：NGC 1647